# SECOIA
Cet article possède un paronyme, voir Séquoia.
SECOIA est un programme français de destruction des munitions chimiques anciennes. C'est l'acronyme de « Site d’Élimination des Chargements d’Objets Identifiés Anciens ».
Parmi les séquelles de guerre, des armes chimiques, datant pour beaucoup de la Première Guerre mondiale, réapparaissent régulièrement pour des raisons géologiques et climatiques, lors d'activités agricoles, forestières, de pêche ou de travaux publics ou privés. Il en existe également un grand nombre immergées en mer, où elles peuvent encore poser des problèmes.
Il faut les détruire par sécurité, et pour respecter les obligations de la Convention internationale pour l’interdiction des armes chimiques (CIAC) du 2 mars 1995, entrée en vigueur le 29 avril 1997.
Jusqu’en 1994, les munitions anciennes découvertes en France étaient transportées par les démineurs pour être détruites par "pétardage" en baie de Somme, c’est-à-dire par explosion sans distinction de type (chimiques ou autres) et malgré la présence sur place d’espèces protégées (dont une colonie de phoque en cours de reconstitution).
Ce type de destruction était assimilable à une forme de rejets de déchets toxiques en mer et est maintenant interdit. L’État a donc décidé en 1997 la construction d’une usine (SECOIA), unique en France, qui devait être opérationnelle en 2008, soit 9 ans après la Belgique, 8 ans après l'Allemagne, et 18 ans après les États-Unis.
SECOIA devrait finalement être opérationnel fin 2016,. Une enquête publique est prévue dans la Marne et dans l'Aube en mars-avril 2013.
Les premières destruction d'obus devrait débuter début 2019 en commençant par les munitions allemandes, les munitions françaises devrait commencer à être détruites en 2020 dû à leur conception fait avec de l'acier américain de mauvaise qualité (acier "mou").

## Projet SECOIA

### Localisation
Le site choisi est le camp militaire de Mailly, dans l'Aube, à 70 km au sud de Reims et à 4 km du plus proche village, idem pour le CSIMA (centre de stockage intermédiaire pour munitions anciennes) qui reçoit les munitions chimiques (200 tonnes pour fin 2006) dans l’attente de leur destruction.

### Durée
Le projet est prévu pour environ 30 ans

### Capacité
L’installation aura une capacité de destruction maximale de 42 tonnes par an (soit environ 3 000 munitions). Les quantités découvertes chaque année sont comprises entre 10 et 20 tonnes.
À l’horizon 2013, il était estimé que le stock de munitions chimiques terrestre (compte non tenus des stocks sous-marins) serait de l’ordre de 260 tonnes soit 17 000 obus, en 2016, il est annoncé à 285 tonnes.

### Construction
Le maître d'œuvre industriel est la société ArianeGroup SAS (initialement la société Astrium, devenue Airbus Defence and Space en 2014, puis le contrat de maitrise d'œuvre fut transféré à Airbus Safran Launchers en 2016, devenue par la suite ArianeGroup en 2017), avec pour sous-traitants majeurs :
- Kobe Steel, Ltd. (Japon), spécialisé dans la destruction de munitions chimiques par détonation dans une enceinte blindée ; kobelco est chargé de la réalisation de l’enceinte blindée de destruction[6] ;
- Tredi, filiale du groupe français groupe Séché Environnement, spécialiste du traitement des déchets chimiques industriels[9]. Tredi sera chargé des analyses chimiques sur site, et du traitement des déchets et effluents en filière adaptée[6].

L'usine a été construite par Astrium, filiale du groupe EADS.

### Gouvernance
Le ministère de la défense est responsable du stockage, du démantèlement et de l’élimination des déchets toxiques résiduels.
Le projet d'usine a été confié à la DGA en 1997. En tant qu'installation classée pour la protection de l’environnement (ICPE ; site classé Seveso bas) il devrait aussi être suivi par la DREAL et son ministère de tutelle.
L'exploitant est ArianeGroup SAS (initialement la société Astrium SAS, devenue Airbus Defence and Space en 2014, et par la suite le contrat de maitrise d'œuvre fut transféré à Airbus Safran Launchers SAS lors de sa constitution dans le cadre d'un apport d'actifs - Airbus Safran Launchers étant ensuite devenue ArianeGroup SAS).

### Procédures
Les munitions sont collectées et rassemblées au camp de Suippes, dans la Marne, puis conduites à l’usine en camions blindés étanches de 32 tonnes par le ministère de l’intérieur, par les démineurs de la Direction de la défense et de la sécurité civile (DDSCGC).

### Sécurité
Les installations sont blindées (plafond et murs du bâtiment Process, où aura lieu la destruction, de 60 cm de béton armé ainsi que de portes blindées), traitées à la résine.
Toutes les munitions sont manipulées à distance par télé-opération, du débarquement des camions blindés jusqu'à l'évacuation des déchets issus de la destruction des munitions.
Le suivi de l'état des munitions sur le site SECOIA est géré par le logiciel GesMu (Gestion des Munitions), logiciel Web créé par Airbus Safran Launchers.

## Programmes similaires en Europe
En Allemagne et en Belgique, des installations similaires fonctionnent depuis plusieurs années, mais avec des limites en matière de capacité et nécessitant des interventions humaines à proximité des munitions, voire à leur contact. En France, une quinzaine de personnes devraient suffire à faire fonctionner le site en pilotant à distance (100 m environ) les opérations, avec une petite base vie et un secrétariat.

## Délais, programmation
Cadre et financement ; Loi de programmation militaire 2003-2008 ; coût estimé : 100 millions d'euros.
1re phase : 3 à 4 ans pour résorption du stock existant. (85 t détruites/an prévues)
2e phase : capacité de destruction de 42 tonnes par an selon le ministère de la Défense et Airbus Safran Launchers (Ariane Group aujourd'hui).

### 2 modes de destructions envisagés
Des robots placent les charges pyrotechniques et les munitions dans les boîtes prémunies de ces explosifs puis les placent sur un plateau et les introduisent dans un four, les munitions consistant en :
1. petits calibres : mis au four et chauffés jusqu’à leur ouverture ou dégradation des gaz toxiques à 500 °C
2. grosses munitions : immergées dans de l’acide nitrique  et traitement des effluents (liquides ou gazeux) dans un four à très haute température pour détruire la molécule organique qui aurait résisté au précédent traitement, puis traitement des fumées pour récupération des toxiques résiduels.

Les déchets solides seront décontaminés et recyclés ou « valorisés », ce qui devrait être facilité par l'envol des prix des métaux dans les années 2005. Les rejets liquides sont traités et collectés. Les rejets gazeux seront traités et comprimés en bouteille. Tous les déchets sont pris en charge par la société Trédi.

### 3 étapes initialement prévues
1. Une phase d'études qui devaient être closes fin 2004. Et en parallèle, instruction d’autorisation d’exploiter pour fin 2004.
2. Le lancement de la construction, puis l’intégration des équipements devaient être terminés en 2006 (période d’essai).
3. La mise en service opérationnelle prévue fin 2007/début 2008, a été plusieurs fois repoussée. Envisagé en 2013 vers fin 2015[3], elle pourrait avoir lieu à la fin de 2016[2].

Y seront traitées comme en Belgique et Allemagne des munitions qui n’ont pas fonctionné pour une raison inconnue et qui ne peuvent pas être normalement démontées. En France, c'est quelque 250 tonnes d'obus, bombes et munitions toxiques allemands datant de la Première Guerre mondiale qui ont été retrouvées dans le nord et l'est du pays auxquelles s’ajoutent 10 à 20 tonnes découvertes chaque année.